# Kabinett Mori II
Das zweite Kabinett Mori (japanisch 第2次森内閣, dainiji Mori naikaku) regierte Japan unter Führung von Premierminister Yoshirō Mori vom 4. Juli 2000 bis zu einer Kabinettsumbildung am 5. Dezember 2000. Die LDP hatte bei der Shūgiin-Wahl 2000 deutliche Verluste erlitten, konnte jedoch mit den Koalitionspartnern Kōmeitō und Konservative Partei weiterregieren. Mori, der als Premierminister Umfragen zufolge und auch innerhalb der LDP relativ unbeliebt war, konnte bei einem vom Kōchikai-Vorsitzenden Kōichi Katō initiierten Misstrauensvotum im Shūgiin am 20. November seine Position aufgrund der Bemühungen des LDP-Generalsekretärs Nonaka Hiromu, einen Regierungswechsel zu verhindern, knapp verteidigen.

## Staatsminister
| Amt | Name                             | Bild              | Partei              | Faktion   |
| --- | -------------------------------- | ----------------- | ------------------- | --------- |
| Premierminister | Yoshirō Mori                     | Yoshirō Mori      | LDP                 | (Mori)    |
| Sonderberater des Premierministers für Bildungsreform (kein Staatsminister)                                                 | Hirofumi Nakasone                | Hirofumi Nakasone | LDP                 | Kamei     |
| Justizminister | Okiharu Yasuoka                  | Okiharu Yasuoka   | LDP                 | Yamasaki  |
| Außenminister | Yōhei Kōno                       | Yōhei Kōno        | LDP                 | Kōno      |
| Finanzminister | Kiichi Miyazawa                  | Kiichi Miyazawa   | LDP                 | Katō      |
| Bildungsminister Leiter der Behörde für Wissenschaft und Technologie                                                        | Tadamori Ōshima                  | Tadamori Ōshima   | LDP                 | Kōmura    |
| Gesundheits- und Sozialminister zuständig für das Rentenproblem                                                             | Yūji Tsushima                    | Yūji Tsushima     | LDP                 | Hashimoto |
| Minister für Landwirtschaft, Forsten und Fischerei                                                                          | Yōichi Tani                      | Yōichi Tani       | LDP                 | Kamei     |
| Minister für Internationalen Handel und Industrie zuständig für die Weltausstellung                                         | Takeo Hiranuma                   | Takeo Hiranuma    | LDP                 | Kamei     |
| Verkehrsminister Leiter der Behörde für die Entwicklung Hokkaidōs zuständig für den Neuen Internationalen Flughafen Tokio   | Hajime Morita                    | Hajime Morita     | LDP                 | Katō      |
| Postminister | Kōzō Hirabayashi                 | Kōzō Hirabayashi  | LDP                 | –         |
| Arbeitsminister | Yoshio Yoshikawa                 | Yoshio Yoshikawa  | LDP                 | Katō      |
| Bauministerin Leiterin der Behörde für Staatsland zuständig für die Übertragung von Hauptstadtfunktionen                    | Chikage Ōgi                      | Chikage Ōgi       | Konservative Partei | —         |
| Innenminister Vorsitzender der Nationalen Kommission für Öffentliche Sicherheit                                             | Mamoru Nishida                   | Mamoru Nishida    | LDP                 | Hashimoto |
| Chefkabinettssekretär Leiter der Behörde für die Entwicklung Okinawas zuständig für Geschlechtergleichstellung, Okinawa, IT | Hidenao Nakagawa bis 27. Oktober | Hidenao Nakagawa  | LDP                 | Mori      |
| Chefkabinettssekretär Leiter der Behörde für die Entwicklung Okinawas zuständig für Geschlechtergleichstellung, Okinawa, IT | Yasuo Fukuda ab 27. Oktober      | Yasuo Fukuda      | LDP                 | Mori      |
| Vorsitzender der Kommission für die Reform des Finanzwesens                                                                 | Kimitaka Kuze bis 30. Juli       |                   | LDP                 | Katō      |
| Vorsitzender der Kommission für die Reform des Finanzwesens                                                                 | Hideyuki Aizawa ab 30. Juli      |                   | LDP                 | Kōno      |
| Leiter der Behörde für Management und Koordination zuständig für die Restrukturierung der Zentralregierung                  | Kunihiro Tsuzuki                 | Kunihiro Tsuzuki  | Kōmeitō             | —         |
| Leiter der Verteidigungsbehörde                                                                                             | Kazuo Torashima                  | Kazuo Torashima   | LDP                 | Mori      |
| Leiter des Wirtschaftsplanungsamts zuständig für allg. Verkehrspolitik zuständig für den Internet Fair Japan                | Taichi Sakaiya                   | Taichi Sakaiya    | —                   | —         |
| Leiterin der Umweltbehörde zuständig für globale Umweltfragen                                                               | Yoriko Kawaguchi                 | Yoriko Kawaguchi  | —                   | —         |

Anmerkung: Der Premierminister gehört während seiner Amtszeit offiziell keiner Faktion an.

## Rücktritte
- Der Vorsitzende der Kommission für die Reform des Finanzwesens, Kimitaka Kuze, trat aufgrund eines Spendenskandals zurück.[2]
- Chefkabinettssekretär Nakagawa trat wegen mutmaßlicher Verbindungen zu Yakuza-nahen ultranationalistischen Organisationen und der Verbreitung vertraulicher Informationen durch eine außereheliche Affäre zurück.[3]